# علی نصیری
علی نصیری سرتیپ دوم سپاه پاسداران انقلاب اسلامی است. وی فعالیت نظامی را در خلال جنگ ایران و عراق در نیروی زمینی سپاه پاسداران آغاز کرد. وی در فاصله سال‌های ۱۳۹۰ تا ۱۳۹۶ فرمانده سپاه سیدالشهدا بود و از ۱۳۹۶ تا ۱۳۹۸ فرماندهی حفاظت سپاه پاسداران انقلاب اسلامی را برعهده داشت.
پس از تودیع وی از فرماندهی حفاظت سپاه شایعه‌ای در خصوص فرار او از ایران منتشر شد که توسط سخنگوی سپاه پاسداران تکذیب شد. نیویورک تایمز در مقاله ۲۹ ژوئن ۲۰۲۲ خود گزارش کرد او به اتهام جاسوسی برای اسرائیل دستگیر شده‌است.